# Les Parisiennes
Les Parisiennes es una película de antología franco-italiana dirigida por Marc Allégret, Claude Barma, Michel Boisrond y Jacques Poitrenaud estrenada en 1962. 

## Sinopsis
Esta película antológica consta de cuatro historias diferentes.
- Sophie - Sophie (Catherine Deneuve) es una dulce chica de secundaria que engaña a sus amigos haciéndoles creer que ya no es virgen y que tiene un amante. Por la noche, incrédulos, sus amigos la siguen discretamente. Sophie en realidad va a la casa de su mejor amiga. Pero, para volver a casa, pasa por los tejados y accidentalmente regresa con un pobre joven guitarrista (Johnny Hallyday) que pronto le canta «Retiens la nuit», en un rincón de su cocina,[2][3][4] y este es el comienzo de su primera historia de amor. Al día siguiente, cuando sus amigos están convencidos, les vuelve a mentir, pero esta vez al revés. «Humor muy azul para 1962», comentó Jean de Baroncelli, en el diario Le Monde.[5]

- Françoise: una parisina elegante y confiada ( Françoise Brion) recibe a su amiga visitante (Françoise Arnoul) en su casa con una tumultuosa vida amorosa. Ella afirma su inteligencia en la elección de su antiguo amante (Paul Guers). Además, está segura de la fidelidad de este playboy. Esto molesta tanto a su amiga que secuestra al amante en cuestión por una noche y se dispone a seducirlo.[5]

- Antonia - Antonia (Dany Robin) todavía ama a su esposo (Jean Poiret). En el club de golf que suelen frecuentar conocen a Christian Lénier (Christian Marquand), el novio de Antonia cuando ella tenía 20 años. Pero Antonia se entera de que Lénier denigraba su temperamento en la cama. Para desengañarlo, se acuesta con él. Incapaz de convencerla de nuevos encuentros, Lénier, desestabilizado, ofrecerá al marido de Antonia una gran victoria en el golf. «Puro Sacha Guitry», comentó Jean de Baroncelli, en el diario Le Monde.[5]

- Ella - Una cantante divertida (Dany Saval) en una banda de rock (Les Chaussettes Noires, con Eddy Mitchell) conoce a un tartamudo torpe (Darry Cowl). Sin conocer su verdadera identidad, lo lleva a su club y lo hace pasar por un primo. En realidad, él es un magnate de Hollywood.[5]

El orden de los segmentos fueron cambiados. Originalmente, las secuencias se presentaban en orden inverso. Pero, dada la evolución de sus carreras, el segmento «Sophie», protagonizado por Hallyday y Deneuve, terminó abriendo la película.

## Reparto
| - Catherine Deneuve: Sophie. - Johnny Hallyday: Jean Allard. - Élina Labourdette: Jacqueline. - Gillian Hills: Theodora. - Gisèle Sandré: Suzanne. - Berthe Granval: Suzanne. - France Anglade: una colegiala. - Danièle Évenou: una colegiala. - Paloma Matta: una colegiala - José Luis de Vilallonga: Louis. - Yves Barsacq: Viajero en el tren. - Henri Attal: Pasajero de autobús. - Dominique Zardi: Pasajero de autobús. - Françoise Arnoul: Françoise. - Françoise Brion: Jacqueline. - Paul Guers: Michel - François Patrice: Playboy. - Lucien Desagneaux: Viajero a Orly. | - Christian Marquand: Christian Lenier. - Jean Poiret: Jean-Pierre Leroy. - Dany Robin: Antonia. - Bernard Lavalette: Richard. - Mick Besson: Jugador de golf. - André Gaillard: Recepcionista de hotel. - Darry Cowl: Hubert Parker. - Dany Saval: Ella. - Françoise Giret: Juliette. - Anne-Marie Bellini: Una amiga de Ella. - Ellen Bahl: Una amiga de Ella. - Laure Paillette: Una señora en el café. - Olga Georges-Picot: Secretaria. - Henri Tisot: Eric. - Jack Ary: Pidoux. - Serge Marquand: Chofer de taxi. - Donald O'Brien: Turista americano. - Marius Gaidon: Controlador del SNCF. - Jacques Champreux: Una amiga de Ella. - Jacques Santi: Un amigo de Ella. - Colin Drake: Un empleado de Parker. - Les Chaussettes Noires: Ellos mismos. - Eddy Mitchell: Él mismo. |